# Ormesby St Margaret with Scratby
Ormesby St Margaret with Scratby – civil parish w Anglii, w hrabstwie Norfolk, w dystrykcie Great Yarmouth. Leży 28 km na wschód od Norwich i 180 km na północny wschód od Londynu. Civil parish liczy 4021 mieszkańców.